# Anthony Vanden Borre
Anthony Vanden Borre (Likasi, República Democrática del Congo, 24 de octubre de 1987) es un exfutbolista belga que jugaba de defensa.

## Carrera
Juvenil del Anderlecht, pasó 12 años en total allí hasta que fichó por la Fiorentina, pasó un año sin jugar mucho y fue transferido al Génova FC, de nuevo un año después volvió a cambiar de equipo, esta vez su destino fue el Portsmouth FC de la Premier League. Después, desde 2010 hasta 2012 jugó en el Racing Genk belga. Momento en el que vuelve al Anderlecht.

## Selección nacional
Ha sido internacional con la selección de fútbol de Bélgica en 29 ocasiones y ha anotado un gol.
El 13 de mayo de 2014 el entrenador de la selección belga, Marc Wilmots, incluyó a Vanden Borre en la lista preliminar de 24 jugadores convocados, cuatro de ellos guardametas, que iniciarían la preparación para la Copa Mundial de Fútbol de 2014. El 25 de mayo le fue asignado el número 21 para el torneo.

### Participaciones en Copas del Mundo
| Mundial                        | Sede   | Resultado        |
| ------------------------------ | ------ | ---------------- |
| Copa Mundial de Fútbol de 2014 | Brasil | Cuartos de final |

## Clubes
| Club                          | País       | Año       |
| ----------------------------- | ---------- | --------- |
| R. S. C. Anderlecht           | Bélgica    | 2003-2007 |
| A. C. F. Fiorentina           | Italia     | 2007-2008 |
| Genoa C. F. C.                | Italia     | 2008-2010 |
| Portsmouth F. C. (cedido)     | Inglaterra | 2009-2010 |
| K. R. C. Genk                 | Bélgica    | 2011-2012 |
| R. S. C. Anderlecht           | Bélgica    | 2013-2017 |
| Montpellier H. S. C. (cedido) | Francia    | 2016-2017 |
| T. P. Mazembe                 | RD Congo   | 2017      |
| R. S. C. Anderlecht           | Bélgica    | 2020-2021 |

## Palmarés

### Títulos nacionales
| Título               | Club                | País    | Año  |
| -------------------- | ------------------- | ------- | ---- |
| Division 1           | R. S. C. Anderlecht | Bélgica | 2004 |
| Division 1           | R. S. C. Anderlecht | Bélgica | 2006 |
| Supercopa de Bélgica | R. S. C. Anderlecht | Bélgica | 2006 |
| Division 1           | R. S. C. Anderlecht | Bélgica | 2007 |
| Jupiler Pro League   | K. R. C. Genk       | Bélgica | 2011 |
| Supercopa de Bélgica | K. R. C. Genk       | Bélgica | 2011 |
| Jupiler Pro League   | R. S. C. Anderlecht | Bélgica | 2013 |
| Supercopa de Bélgica | R. S. C. Anderlecht | Bélgica | 2013 |
| Jupiler Pro League   | R. S. C. Anderlecht | Bélgica | 2014 |
| Supercopa de Bélgica | R. S. C. Anderlecht | Bélgica | 2014 |